# کارتیکا نایر
کارتیکا نایر (انگلیسی: Karthika Nair؛ زادهٔ ۲۷ ژوئن ۱۹۹۲) بازیگر سابق هندی است که به‌طور عمده در جنوب هند در فیلم‌هایی به تمام زبانهای داخل هند، فعالیت می‌کرد. او اولین کار بازیگری خود را در فیلم تلوگو انگیزه (۲۰۰۹) در برابر نگا چایتانیا انجام داد. کارتیکا با نقش آفرینی در فیلم کو در برابر جیوا و پیا باجپای، به عنوان دومین کار بازیگری و اولین فیلم موفق تامیل خود، به شهرت رسید. او با بازی در فیلم مالکان: کامات و کامات که در برابر دیلیپ نقش آفرینی کرد، به موفقیت بیشتری دست یافت.

## فیلم‌شناسی
| سال  | نام فیلم              | نقش            | زبان     | نکات |
| ---- | --------------------- | -------------- | -------- | ---- |
| ۲۰۰۹ | انگیزه                | ویدیا          | تلوگو    |      |
| ۲۰۱۱ | کو                    | رینوکا نارایان | تامیل    |      |
| ۲۰۱۳ | مالکان: کامات و کامات | سوریکا         | مالایالم |      |